# Parablax
Parablax is een geslacht van kevers uit de familie  
kniptorren (Elateridae).
Het geslacht is voor het eerst wetenschappelijk beschreven in 1906 door Schwarz.

## Soorten
Het geslacht omvat de volgende soorten:
- Parablax approximans (White, 1846)
- Parablax cinctiger (White, 1846)
- Parablax ingwa Calder, 1986
- Parablax markrah Calder, 1986
- Parablax moorda Calder, 1986
- Parablax nunden Calder, 1986
- Parablax ooliekirra Calder, 1986
- Parablax ossa Calder, 1992
- Parablax padmuri Calder, 1986
- Parablax quinquesulcatus (Blackburn, 1900)
- Parablax rumaiy Calder, 1986